# Biostraticola
Genre
Biostraticola est un genre de bacilles Gram négatifs de la famille des Pectobacteriaceae. Son nom, formé sur le grec bios (βίος,-ου : vie), le latin stratum (couche) et le suffixe latin -cola (habitant), peut se traduire par « habitant d'un biofilm ». Il fait référence au biofilm dans lequel ce genre a été isolé pour la première fois.
En 2022 c'est un genre monospécifique, la seule espèce connue Biostraticola tofi Verbarg et al. 2008 étant également l'espèce type du genre.

## Taxonomie
Jusqu'en 2016 ce genre était compté parmi les Enterobacteriaceae auquel il était rattaché sur la base de critères phénotypiques. Depuis la refonte de l'ordre des Enterobacterales en 2016 par Adeolu et al. à l'aide des techniques de phylogénétique moléculaire, il a été déplacé vers la famille des Pectobacteriaceae nouvellement créée.